# Adesoje Ojevole
Adesoje Ojetundžievič Ojevole, meglio noto come Ade (in russo Адесойе Ойетунджиевич Ойеволе?; Mosca, 18 settembre 1982), è un allenatore di calcio ed ex calciatore russo, di ruolo difensore, tecnico in seconda della Dinamo Mosca.

## Biografia
Nato a Mosca da padre nigeriano e madre russa, ancora piccolo si trasferisce con la famiglia a Bida, in Nigeria, prima di fare ritorno in Russia all'età di 5 anni.

## Carriera
Dopo aver giocato con varie squadre di club, nel 2007 si è trasferito all'Ural. Nel 2010 è stato ceduto in prestito al Sibir', prendendo parte alla Prem'er-Liga.

## Palmarès

### Club

#### Competizioni nazionali
- Pervenstvo Futbol'noj Nacional'noj Ligi: 2

Orenburg: 2015-2016, 2017-2018